# CD Colón
Der Club Deportivo Colón war ein Verein in den Pionierzeiten des mexikanischen Fußballs, der seinen Sitz in Guadalajara hatte. Seine Fußballmannschaft spielte in der Liga Amateur de Jalisco, die von ihrer Gründung im Jahr 1908 bis zur Einführung des Profifußballs 1943 bestand.

## Geschichte
Der CD Colón wurde 1908 von einigen jungen Fußballenthusiasten im Südosten von Guadalajara, der Hauptstadt des Bundesstaates Jalisco, gegründet. Er hatte seine stärkste Phase in den Jahren zwischen 1916 und 1920, als er einmal Meister und zweimal Vizemeister der Liga de Occidente (deutsch: Liga des Westens), wie die Liga Amateur de Jalisco im Volksmund meist genannt wurde, gewann. Die Mannschaft fiel um das Jahr 1930 auseinander, als ihre Spieler sich anderen Mannschaften aus derselben Region (Águila und Atlas) anschlossen. Auf diese Weise verschwand der CD Colón.

## Erfolge
- Meister von Jalisco: 1917
- Vizemeister von Jalisco: 1918, 1920